# 協和交通 (福島県)
協和交通株式会社（きょうわこうつう）は、福島県本宮市に本社を置くバス事業者である。本業である貸切バスのほかに、本宮駅から岳温泉間で乗合バス事業も行っている。

## 沿革
- 2004年（平成16年）10月1日 - 路線バス運行開始。

## 路線
「広域生活バス」として、以下の路線を運行している。
岳線
- 本宮駅前 - 玉の井下町 - 県民の森入口 - 岳温泉

竹の内線
- 本宮駅前 - 玉の井下町 - 糀免

## 車両
大型車3台、中型車7台、小型車12台を保有している（2021年度現在）。